# Funes el memorioso
Funes el memorioso és un conte de l'escriptor argentí Jorge Luis Borges. Aparegué en Ficciones, una col·lecció de contes i relats publicada el 1944.
Segons Borges, es tracta "d'una llarga metàfora de l'insomni". Funes pateix hipermnèsia, si considerem el son (en la seva primera fase) com un depurador de records (només queda en la nostra ment el més important o el més impressionant que ens hagi succeït), en no dormir, no eliminem records, és a dir, no tenim la capacitat d'oblidar moltes de les coses amb les quals no podríem viure.
Molts crítics han vist en aquest relat una referència als postulats del filòsof anglès John Locke, i de manera menys directa, a l'obra de Friedrich Nietzsche.
El conte narra la trobada entre un estudiant porteny amb Ireneo Funes, un jove de Fray Bentos, Uruguai, amb rareses com la de no coincidir amb ningú i la de saber sempre l'hora, com un rellotge.
Més tard, reclòs al llit com a conseqüència d'un accident, Funes afina les seves sorprenents capacitats: cada percepció té, per a ell, una característica única i és inoblidable:
No sols li costava comprendre que el símbol genèric 'gos' abastés tants individus diferents de diverses mides i diversa forma; el molestava que el gos de les tres i catorze (vist de perfil) tingués el mateix nom que el gos de les tres i quinze (vist frontalment).
L'autor sosté que, al cap i a la fi, Funes no tenia la capacitat del pensament: 
Pensar es oblidar diferències, és generalitzar, abstreure. En l'abarrotat món de Funes no hi havia sinó només detalls, gairebé immediats.